# Wang Quji

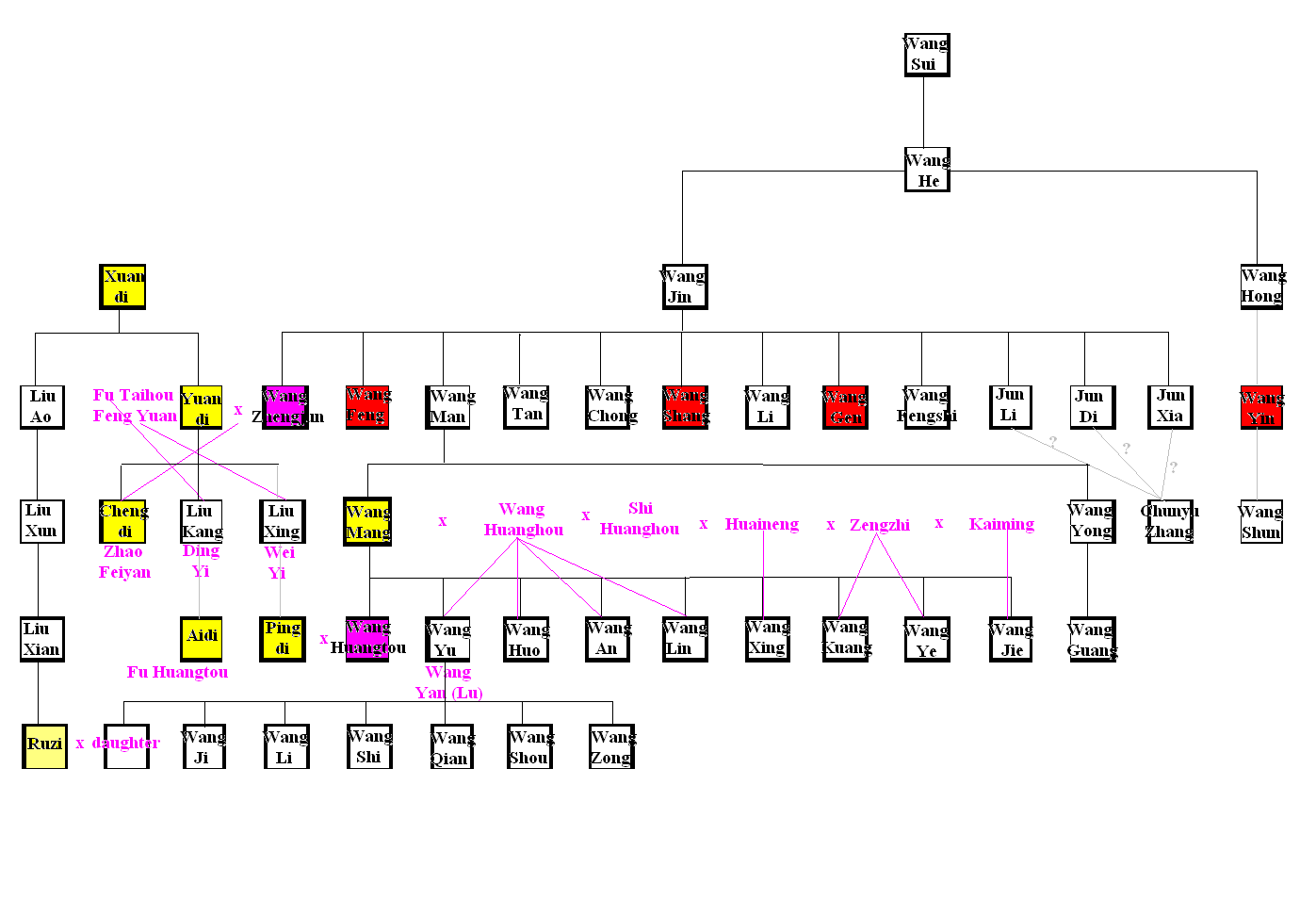
Stamboom van de familie Wang

Wang Quji (†?) was een legercommandant onder de Chinese keizer Ai (r. 7 - 1 v.Chr.). Hij was een zoon van Wang Tan, die op zijn beurt een jongere halfbroer van keizerin-weduwe Wang Zhengjun en een neef van de latere Chinese keizer Wang Mang was. Wang Quji behoorde zo, net als zijn drie (half)broers Wang Hong, Wang Ren en Wang Xiang tot de familie die aan het einde van de Westelijke Han-dynastie en onder de Xin-dynastie de feitelijke politieke macht bezat.
Wang Quji was een gunsteling van keizer Ai en was dat reeds toen die nog kroonprins was. Hij ontving van hem de eretitel shizhong (侍中), een lid van zijn hofhouding en werd benoemd tot commandant van de hoofdstedelijke cavalerie (犄都尉, ji duwei). Zijn jaar van overlijden staat niet vermeld in zijn traditionele biografie, juan 93 (biografieën van vleiers) van het Boek van de Han.